# 橘のぞみ
立花 のぞみ（たちばな のぞみ、1990年〈平成2年〉12月22日 - ）は、熊本県出身の女優、タレント。
所属事務所はホリプロを経てアイエス・フィールド（2023年6月まで）、フレスカ（2023年8月31日以降）。

## 人物
農業高校の畜産科出身で、特技は搾乳。「ミスサイパン2014」に選ばれた。実姉は女優の倉科カナ。本人と倉科の間に姉がもう一人おり、更に下に妹と弟も一人ずついる。
2019年7月、アイエス・フィールドに移籍し、「橘希」から「橘のぞみ」に改名。
2023年6月30日をもってアイエス・フィールドを退所。
同年8月末に、フレスカ所属となり、芸名も『立花のぞみ』（読み方同じ）に改名。

## 出演

### テレビドラマ
- デスノート（2015年、日本テレビ） - 北野マコ（イチゴBERRY）役
- 連続ドラマW 本日は、お日柄もよく（2017年、WOWOW）
- おんな城主 直虎（2017年、NHK総合） - 瀬名の侍女 役

### 舞台
- ダイヤのA The LIVE（2015年8月、脚本・演出：浅沼晋太郎） - 青道高校マネージャー・吉川春乃 役
- 負けんな漫研!（2015年10月、作・演出：白柳力） - 主演・雫 役 初主演
- 蛇の亜種（2015年11月、作：えのもとぐりむ、演出：新里哲太郎）
- SUPERLOSERZ SAVE THE EARTH 負け犬は世界を救う（2015年12月 - 2016年1月、構成・演出：宮本亜門）
- サクラサクコロ2016（2016年10月、脚本・演出：西条みつとし） - 木下由佳 役
- Kiss Me You〜がんばったシンプー達へ〜（2016年11月、脚本・演出：藤森一朗、中目黒キンケロシアター）
- The Middle World（2019年7月、脚本：田山貴大、演出：石毛元貴）
- HARAJUKU〜天使がくれた七日間〜（2019年9月、脚本・演出：松田圭太）
- タクシードライバー（2019年11月、脚本：長谷部成彦、演出：藤重政孝、中目黒キンケロシアター）
- 「闘え!ラーメン野郎!」（2019年12月、脚本・演出：鶴深ゆうじ） - ヒロイン・しずか 役
- 「キミはつらい時、大丈夫と言って笑う。」　（2021年6月、演出・脚本：中川拓也） 主演・小野真琴 役
- 「私のエンドロール」（2021年10月、脚本：坂本泰裕、演出：緑川雄志）

### CM
- 『キレイモ』「キレイもっとダンス」篇（2017年4月10日 - ）[8][9][10][11]
- 「ピュアネス オールインワンゲル」
- 「株式会社建新　企業PR動画」

### DVD
- LOVE＆HOPE（2015年6月25日）
- シトラス気分（2016年5月）